# Cristina Herrero Sánchez
Cristina Herrero Sánchez és una economista, interventora i auditora de l'Estat i inspectora d'Hisenda espanyola. Al març de 2020 va ser nomenada directora de l'Autoritat Independent de Responsabilitat Fiscal (AIREF), prèvia deliberació del Consell de Ministres, per Reial Decret 439/2020 de 3 de març, comptant, a més, amb la unanimitat de tots els grups parlamentaris, càrrec que ja exercia de forma interina des del 13 de gener del mateix any.

## Trajectòria
Llicenciada en Ciències Econòmiques i Empresarials per la Universitat Complutense de Madrid el 1989. Interventora i auditora de l'Estat i Inspectora d'Hisenda. Entre el 1993 i el 2000 va ser cap d'àrea a la Subdirecció General d'Anàlisi i Comptes Econòmics del Sector públic de la Intervenció General de l'Administració de l'Estat (IGAE). Entre 2000 i 2005, va ser vocal Assessor a la IGAE. El novembre de 2005 va ser nomenada Sotsdirectora General d'Anàlisi Pressupostària i Organització Institucional del Sector Públic Autonòmic de la Secretaria General de Coordinació Autonòmica i Local.
L'11 d'abril de 2014 va ser nomenada directora de la Divisió d'Anàlisi Pressupostari de l'Autoritat Independent de Responsabilitat Fiscal. Sis anys després, Cristina Herrero va assumir el 13 de gener de 2020 la presidència de l'AIReF de forma interina, en substitució de José Luis Escrivá, nomenat ministre d'Inclusió, Seguretat Social i Migracions del Govern de Pedro Sánchez.
El 18 de febrer de 2020 el Consell de Ministres va confirmar el seu nomenament com a presidenta de l'AIReF per un període de 6 anys. La proposta del Govern va ser dirigida a la Comissió corresponent del Congrés dels Diputats per al seu estudi i votació, segons la normativa vigent. El seu nomenament es va fer oficial el 4 de març de 2020.

## Premis i reconeixements
Al llarg de la seva trajectòria ha rebut diversos premis i reconeixements. El 2023 va ser guardonada amb la Gran Creu al Mèrit al Servei de l'Economia, premi atorgat pel Consell General d'Economistes. El novembre del mateix any, l'Associació de Periodistes de la Informació Econòmica li va atorgar el premi Tintero. El març del 2023 va rebre el Premi a la Rellevància Econòmica i Social del Col·legi Oficial d'Economistes d'Alacant per la seva contribució al desenvolupament econòmic d'Espanya i les comunitats autònomes. L'Institut d'Estudis Econòmics el 2023 va guardonar-la "com a reconeixement a la seva excel·lència constant i gran trajectòria llarga, ètica i reeixida en diferents àmbits de l'economia espanyola".